# Ali Carter
Allister "Ali" Carter (født 25. juli 1979) er en engelsk snookerspiller, som har vundet fire rangliste-turneringer og været i finalen ved VM to gange.

## Karriere
Ali Carter er født i Colchester i Essex. Han dukkede første gang for alvor op på snookerscenen, da han i 1999 efter sejr i en underturnering til Masters blev kåret som årets unge spiller. Samme år nåede han semifinalen i Grand Prix'et, men derefter gik der otte år, inden han igen nåede en semifinale i en ranglisteturnering, nemlig i Malta Cup 2007.
I VM nåede han for første gang hovedturneringen i 2005 med blandt andet en 10-0 sejr på vejen, men tabte derefter i første runde. I 2007 vandt han de to første kampe, heriblandt over den syvdobbelte verdensmester Stephen Hendry. I 2008 fik han sit helt store gennembrud med finalepladsen i VM. Undervejs scorede han sit første officielle 147-break − det kun sjette ved VM nogensinde, og det andet ved det års VM, da Ronnie O'Sullivan havde lavet et dagen inden. Undervejs til finalen slog Carter to tidligere verdensmestre, Shaun Murphy og Peter Ebdon, men i finalen måtte han give op over for O'Sullivan, som han per marts 2018 endnu aldrig har slået i en ranglisteturnering.
Carter nåede i sæsonen 2008/09 frem til to semifinaler, før han i februar 2009 vandt sin første ranglisteturnering med en finalesejr på 9-5 over Joe Swail i Welsh Open. Han har siden da vundet Shanghai Masters 2010, German Masters 2013 og World Open 2016, samt andre mindre turneringer.
Ved siden af snookerkarrieren har Ali Carter en stor interesse i luftfart. Således bruger han noget af sin tid på at uddanne sig til pilot, hvilket har ledt til tilnavnet "The Captain". Han har to gange været ramt af kræft i henholdsvis testiklerne og lungerne, men har begge gange vundet over sygdommen og er fortsat aktiv.